# Berlin 36
Berlin 36 – niemiecki dramat obyczajowy z 2009 roku w reżyserii Kaspara Heidelbacha.

## Opis fabuły
Rok 1936. USA grozi bojkotem olimpiady w Berlinie, jeśli gospodarze nie włączą do swojej reprezentacji niemieckich Żydów. Amerykanie naciskają, by na start pozwolono wybitnej zawodniczce w skoku wzwyż, Gretel Bergmann (Karoline Herfurth). Naziści zgadzają się, ale chcą jej przeszkodzić w zdobyciu medalu.

## Obsada
- Karoline Herfurth jako Gretel Bergmann
- Sebastian Urzendowsky jako Marie Ketteler
- Axel Prahl jako Hans Waldmann
- August Zirner jako Edwin Bergmann
- Maria Happel jako Paula Bergmann
- Franz Dinda jako Rudolph Bergmann
- Leon Seidel jako Walter Bergmann
- Thomas Thieme jako Hans von Tschammer und Osten
- Johann von Bülow jako Karl Ritter von Halt
- Julie Engelbrecht jako Elisabeth 'Lilly' Vogt
- Klara Manzel jako Thea Walden
- Robert Gallinowski jako Sigfrid Kulmbach

i inni.